# یواس‌ان‌اس داتون (تی-ای‌جی‌اس-۲۲)
یواس‌ان‌اس داتون (تی-ای‌جی‌اس-۲۲) (به انگلیسی: USNS Dutton (T-AGS-22)) یک کشتی بود که طول آن ۴۵۵ فوت (۱۳۹ متر) بود. این کشتی در سال ۱۹۴۵ ساخته شد.